# Ibn Hajar al-Asqalani
Ibn Ḥajar al-ʿAsqalānī (en árabe: ابن حجر العسقلاني‎, o simplemente Ibn Ḥajar) nació en el 18 de febrero de 1372 y murió en el 2 de febrero de 1449 d. C. / 773 A.H – 852 AH. Fue un erudito islámico clásico "cuya obra de toda su vida constituye el resumen final de la ciencia del Hadiz ". Fue autor de unas 150 obras sobre hadices, historia, biografía, tafsir, poesía y jurisprudencia Shafi'i, siendo el más valorado su comentario de Sahih al-Bukhari, titulado Fath al-Bari. Se le ha denominado como "Hafiz al-Asr" y "Sheikh al-Islam" y "Amir al-Momineen en Hadiz".

## Sus inicios
Nació en El Cairo en 1372, hijo del erudito shafi'i y poeta Nur ad-Din 'Ali. Sus padres se habían mudado desde Alejandría, originalmente oriundos de Ascalón (en árabe: عَسْقَلَان‎, ʿAsqalān). "Ibn Hajar" era el apodo de uno de sus antepasados, que se extendió a sus hijos y nietos y se convirtió en su título más destacado. Ibn Ḥajar al-ʿAsqalānī era poeta, tenía varios registros diwan y se le permitía pronunciar fatwas. Sus padres murieron en su infancia, él y su hermana, Sitt ar-Rakb, quedaron bajo la tutela del hermano de la primera esposa de su padre, Zaki ad-Din al-Kharrubi, quien inscribió a Ibn Hajar en estudios coránicos cuando tenía cinco años. Rápidamente destacó en este campo, aprendió el Surah Maryam en un solo día y memorizó todo el Corán a la edad de 9 años. Progresó hasta la memorización de textos como la versión abreviada de la obra de Ibn al-Hajib sobre los fundamentos del fiqh.

## Educación
Cuando acompañó a al-Kharrubi a La Meca a la edad de 12 años, se le consideró competente para dirigir las oraciones del Tarawih durante el Ramadán. Cuando su tutor murió en 1386, la educación de Ibn Hajar en Egipto fue confiada al erudito en hadices Shams ad-Din ibn al-Qattan, quien lo inscribió en los cursos impartidos por Sirajud-Din al-Bulqini (m. 1404) y Siraj al-Din. Al-Mulaqqin (m. 1402) en Shafi'i fiqh , y Zain al-Din al-'Iraqi (m. 1404) en hadiz. Al acabar sus estudios viajó a Damasco y Jerusalén, para estudiar con Shamsud-Din al-Qalqashandi (m. 1407), Badr al-Din al-Balisi (m. 1401) y Fátima bint al-Manja at-Tanukhiyya (m. 1401). Después de una nueva visita a La Meca, Medina y Yemen, regresó a Egipto. Al-Suyuti dijo: "Se dice que bebió agua del Pozo de Zamzam para alcanzar el nivel de adh-Dhahabi en memorización, lo cual lo logró, incluso superándolo".

## Vida personal
En 1397, a la edad de veinticinco años, Al-'Asqalani se casó con la célebre experta en hadices Uns Khatun, quien celebraba el ijazat de 'Abdur-Rahim al-'Iraqi y daba conferencias públicas a multitudes de 'ulama', incluido as-Sakhawi.

## Cargos
Ibn Hajar fue nombrado varias veces para el cargo de juez principal egipcio (Qadi ). Tenía una rivalidad académica con el erudito hanafí Badr al-Din al-Ayni.

## Muerte
Ibn Hajar murió después del 'Isha' (oración nocturna) el 8 de Dhul-Hijjah 852 A.H (2 de febrero de 1449), a la edad de 79 años. Se estima que unas 50.000 personas asistieron a su funeral en El Cairo, entre ellos el sultán Sayfud-Din Jaqmaq (1373-1453 d.C.) y el califa de El Cairo Al-Mustakfi II (r. 1441-1451 d.C.).

## Obras
Ibn Hajar escribió aproximadamente 150 obras sobre hadices, terminología de hadices, evaluación biográfica, historia, tafsir, poesía y jurisprudencia shafi'i.
- Fath al-Bari : el comentario de Ibn Hajar sobre Jamiʿ al -Sahih de Sahih al-Bukhari (817 A.H/1414), completó una obra no terminada iniciado por Ibn Rajab en la década de 1390. Se convirtió en la obra más célebre y respetada del autor. Las celebraciones cerca de El Cairo por su publicación (Rajab 842 A.H / diciembre de 1428 d.C) fueron descritas por el historiador Muhammad Ibn Iyas (murió en 930 A.H), como "las más grandes de la época". Muchos de los principales dignatarios de Egipto se encontraban entre la multitud, el propio Ibn Hajar pronunció lecturas, los poetas pronunciaron panegíricos y se distribuyó oro.

Jaques se centra en las obras más leídas de Ibn Hajar: el comentario sobre la mayor recopilación de hadices, Sahih al-Bukhari, y su historia de los mamelucos, y explica cómo se basó en las teorías, ideas y aspiraciones de los siglos anteriores de la erudición islámica para proyectar una solución duradera a las crisis de su tiempo.
- al-Isaba fi tamyiz al-Sahaba : el diccionario más completo de los Compañeros del Profeta.
- Méritos de la plaga ( بذل الماعون في أخبار الطاعون</link>, una discusión sobre la Peste Negra y meditaciones sobre la enfermedad y lo Divino, que contiene extractos de Fatḥ al-Bārī
- al-Durar al-Kāminah : diccionario biográfico de figuras destacadas del siglo VIII.
- al-Kamal fi Asma' al-Rijal - una abreviatura de Tahdhib al-Kamal, la enciclopedia de narradores de hadices de Jamal al-Din al-Mizzi
- Taqrib al-Tahdhib – el resumen de Tahthib al-Tahthib.
- Ta'jil al-Manfa'ah - biografías de los narradores de los <i id="mwpQ">Musnads</i> de los cuatro imanes, que no se encuentran en at-Tahthib.
- Bulugh al-Maram - sobre hadices utilizados en Shafi'i fiqh.
- Nata'ij al-Afkar fi Takhrij Ahadith al-Adhkar
- Lisan al-Mizan : una reelaboración de Mizan al-'Itidal de al-Dhahabi, que a su vez es una reelaboración de una obra anterior.[15]
- Talkhis al-Habir fi Takhrij al-Rafiʿi al-Kabir
- al-Diraya fi Takhrij Ahadith al-Hidaya
- Taghliq al-Taʿliq ʿala Sahih al-Bukhari
- Risala Tadhkirat al-Athar
- al-Matalib al-ʿAliya bi Zawa'id al-Masanid al-Thamaniya
- Nukhbat al-Fikar junto con su explicación titulada Nuzhah al-Nathr en terminología hadiz
- al-Nukat ala Kitab ibn al-Salah – comentario de la Muqaddimah de ibn al-Salah
- al-Qawl al-Musaddad fi Musnad Ahmad una discusión sobre hadices de autenticidad disputada en el <i id="mwyg">Musnad</i> de Ahmad
- Silsilat al-Dhahab
- Taʿrif Ahl al-Taqdis bi Maratib al-Mawsufin bi al-Tadlis
- Raf' al-isr 'an qudat Misr : diccionario biográfico de jueces egipcios. Traducción parcial al francés en Mathieu Tillier, Vie des cadis de Misr. El Cairo: Institut français d'archéologie orientale, 2002.[16]

- Lista de Ash'aris y Maturidis
- Nur al-Din Ali ibn Da'ud al-Jawhari al-Sayrafi, un alumno suyo